# Lemnidy

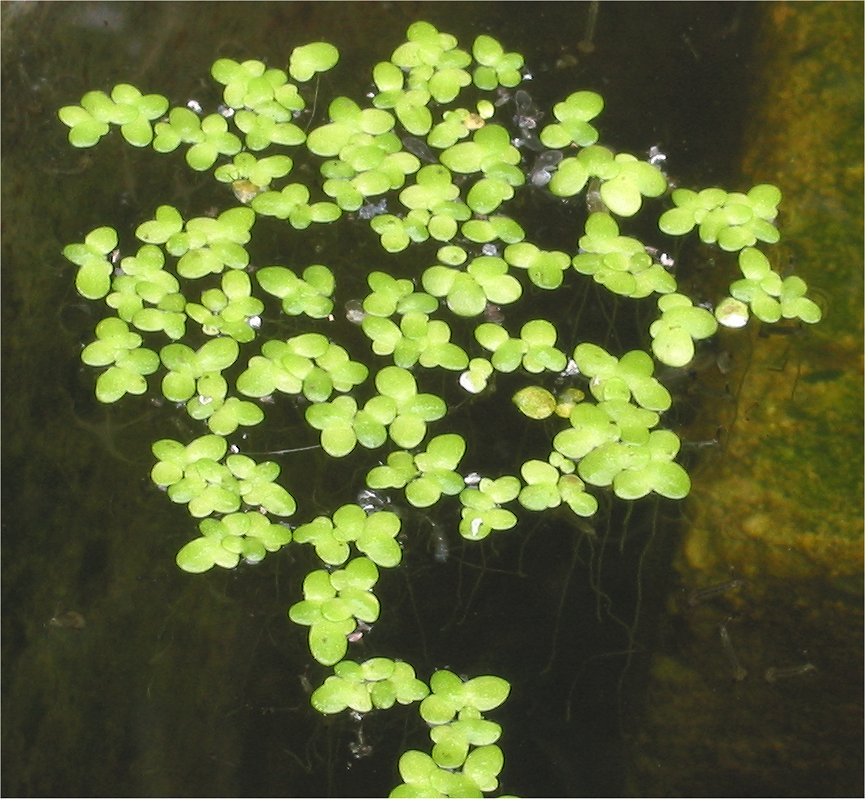
Rzęsa drobna

Lemnidy – jedna z form życiowych makrofitów (pleustofitów). Rośliny unoszące się wolno na powierzchni wody. W wąskim ujęciu zaliczane są tu wyłącznie drobne rośliny pleustonowe ze zredukowanym pędem, którego górna część przystosowana jest do środowiska powietrznego (występują aparaty szparkowe), a dolna do wodnego. W szerokim ujęciu są to wszystkie rośliny wodne unoszące się na powierzchni wody (akropleustofity), mimo że czasem unoszą się tuż pod nią albo nawet przejściowo zakotwiczają. W takim ujęciu są to, oprócz typowych lemnidów, wolffielidy, czyli rośliny unoszące się pod powierzchnią wody, bez przystosowań do środowiska powietrznego, ale znoszące kontakt z powierzchnią wody i okresowe wynurzenie i hydrocharidy, tj. rośliny trochę większe od rzęs, pływające przynajmniej przez jakiś okres po powierzchni wody. Nie są natomiast zaliczane rośliny unoszące się w toni wodnej, ale wypływające na powierzchnię tylko wyjątkowo (mezopleustofity, ceratofilidy).
W niektórych uproszczonych systemach klasyfikacji form hydrofitów lemnidy zaliczane bywają do nymfeidów.
Przykłady:
- lemnidy s. stricto – rzęsa drobna, wgłębik pływający, spirodela wielokorzeniowa
- wolffielidy – wolffia bezkorzeniowa, wgłębka wodna, rzęsa trójrowkowa - niektóre bywają zaliczane do ceratofilidów
- hydrocharidy – żabiściek pływający, salwinia pływająca